# العباسر (ردفان)

تعديل مصدري - تعديل

العباسر هي إحدى قرى عزلة الحبيلين بمديرية ردفان التابعة لمحافظة لحج، بلغ تعداد سكانها 191 نسمة حسب تعداد اليمن لعام 2004.